# Adenocarcinoma
L'adenocarcinoma è un tumore indifferenziato e quindi maligno del tessuto epiteliale, che prende origine dall'epitelio ghiandolare. Il tessuto epiteliale include lo strato superficiale della pelle, le ghiandole e una varietà di altri tessuti presenti nelle cavità e negli organi del corpo. L'epitelio può essere derivato embriologicamente dall'ectoderma, dall'endoderma e dal mesoderma.
Per essere classificato come adenocarcinoma, le cellule non devono necessariamente essere parte di una ghiandola, fintanto che presentino proprietà secretorie. Questa forma di carcinoma può verificarsi in alcuni mammiferi superiori, inclusi gli esseri umani.

## Etimologia
Il termine adenocarcinoma deriva da adeno che significa "pertinente in una ghiandola" e carcinoma, che descrive un tumore maligno che si è sviluppato nelle cellule epiteliali.

## Clinica

### Eziologia
Diversi fattori di rischio ambientali e legati allo stile di vita sono associati allo sviluppo dei tumori. Siti diversi presentano diversi carcinogeni e fattori di rischio. Il fumo di tabacco sembra giocare un ruolo predominante nella maggior parte di essi.

#### Adenocarcinoma del polmone
Il fumo è un fattore di rischio significativo associato al cancro del polmone, con oltre il 90% dei casi ad esso correlato. Altri fattori di rischio includono l'esposizione alle radiazioni, tossine ambientali come arsenico, cromo, nichel, policarbonato, fibrosi polmonare, cicatrizzazione del polmone e cause genetiche.

#### Adenocarcinoma del seno
Il cancro al seno è la diagnosi di cancro più comune al mondo e negli Stati Uniti. Il genere femminile, stati di esposizione eccessiva agli estrogeni come la nulliparità, la gravidanza tardiva, la menarca precoce, la menopausa tardiva, l'esposizione esterna agli estrogeni, l'alcol sono alcuni dei fattori di rischio per il cancro al seno. Fattori genetici con mutazioni nei geni BRCA1/2, p53, PTEN, PALB2, ecc., e la storia familiare aumentano il rischio di adenocarcinoma del seno.

#### Adenocarcinoma della prostata
Il fattore di rischio più importante per l'adenocarcinoma della prostata è l'età. I pazienti diagnosticati clinicamente con il cancro alla prostata prima dei 40 anni sono molto rari. Altri fattori di rischio includono il fumo di sigaretta, la storia familiare di cancro alla prostata e mutazioni germinali come BRCA2/1 e ATM.

#### Adenocarcinoma del colon/retto
Fattori ambientali e genetici aumentano il rischio di cancro del colon-retto. Molte sindromi ereditarie di cancro del colon-retto come la poliposi adenomatosa familiare, la sindrome di Lynch e altre sindromi non-Lynch come la MUTYH biallelica, BRCA1/2, PALB2, CDKN2A, TP53, FAP aumentano il rischio di cancro del colon-retto. Altri fattori di rischio includono la storia personale o familiare, le malattie infiammatorie intestinali, la carne rossa e lavorata, l'uso del tabacco e l'alcol che aumentano anche il rischio.

#### Adenocarcinoma del pancreas
Fattori di rischio ambientali che contribuiscono all'adenocarcinoma del pancreas includono il fumo, elevati livelli di glucosio plasmatico a digiuno, elevato indice di massa corporea, dieta occidentale, consumo di caffè e alcol, uso prolungato dell'aspirina. Fattori di rischio ereditari contribuiscono anche al rischio, con fino al 10% degli individui affetti da cancro al pancreas con una storia familiare. Il gruppo sanguigno ABO è stato associato a diversi tumori gastrointestinali, compreso il cancro al pancreas, così come la fibrosi cistica con un rischio da 2 a 5 volte più alto nei pazienti sottoposti a trapianto di polmone. La quantità di fumo di sigaretta aumenta significativamente il rischio di adenocarcinoma del pancreas, e la percentuale di decessi per cancro al pancreas associata al fumo è compresa tra il 11% e il 32%.
Altri importanti fattori di rischio includono H. pylori nell'adenocarcinoma gastrico, malattia da reflusso gastroesofageo e alcol nell'adenocarcinoma esofageo.

### Epidemiologia

#### Adenocarcinoma del polmone
Il cancro del polmone è la causa più comune di cancro e la principale causa di morte negli uomini nel mondo e la seconda causa più comune nelle donne. Il quaranta percento dei tumori polmonari sono attribuibili all'adenocarcinoma. Ci sono significative differenze nell'incidenza del cancro del polmone da un paese all'altro, principalmente attribuite alla prevalenza del fumo. Gli sforzi per il controllo del tabagismo ridurranno l'incidenza del cancro del polmone in futuro.

#### Adenocarcinoma del seno
Il cancro al seno è la seconda causa più comune di cancro nel mondo e il cancro più comune nelle donne. L'incidenza del cancro al seno è maggiore nei paesi caucasici rispetto alle nazioni asiatiche e africane. La mortalità per cancro al seno è in diminuzione in gran parte grazie alle misure di screening e alla terapia adiuvante.

#### Adenocarcinoma della prostata
L'adenocarcinoma della prostata è il secondo cancro più comune negli uomini in tutto il mondo. È la terza causa principale di morte negli Stati Uniti. La mortalità per cancro alla prostata è in diminuzione, soprattutto negli Stati Uniti, grazie a uno screening aumentato e a terapie adiuvanti.

#### Adenocarcinoma del colon/retto
I tumori del colon-retto sono il terzo cancro più comune negli uomini e il secondo nelle donne. Negli Stati Uniti, l'incidenza annuale, così come la mortalità, sta diminuendo lentamente. L'incidenza dei tumori del colon-retto varia globalmente, con i tassi di incidenza più elevati in Australia, Nuova Zelanda, Europa e Nord America, mentre i tassi più bassi si riscontrano in Africa e nell'Asia meridionale. Le persone con basso status socioeconomico tendono anche ad avere un aumento dell'incidenza di tumori del colon-retto.

#### Adenocarcinoma del pancreas
Il cancro al pancreas è la quarta causa principale di morte correlata all'oncologia sia negli uomini che nelle donne. Più dell'85% dei casi sono costituiti dall'adenocarcinoma. L'incidenza aumenta con l'età ed è rara prima dei 45 anni. Raggiunge il picco tra i 65 e i 69 anni negli uomini e tra i 75 e i 79 anni nelle donne. È stato riportato principalmente nel mondo occidentale, con la maggiore incidenza nei gruppi ad alto reddito che vivono in Nord America, Europa occidentale e centrale. L'incidenza più bassa è stata riportata in Asia meridionale e nell'Africa subsahariana centrale e orientale. Negli Stati Uniti sembra che l'incidenza sia più elevata nei maschi e sia prevalentemente osservata nei soggetti afroamericani.

### Istopatologia
Gli adenocarcinomi vengono diagnosticati e distinti da altre istologie tumorali attraverso l'esame al microscopio ottico. La diagnosi si basa principalmente sull'identificazione di strutture ghiandolari sotto il microscopio. Poiché queste caratteristiche sono comuni a tutti i tipi di adenocarcinomi, diventa spesso impossibile determinare il sito primario di origine di tali tumori, specialmente in presenza di metastasi. Nei casi di adenocarcinomi scarsamente differenziati, in cui la formazione ghiandolare è scarsa o assente al microscopio, ma è presente una colorazione positiva per il muco, l'immunochimica (IHC) rappresenta uno strumento importante per definire ulteriormente il tipo di adenocarcinoma.
- Una colorazione positiva per CK-7 insieme a TTF-1 (+/- napsina), un marcatore delle cellule alveolari, è fortemente suggeritiva di un adenocarcinoma polmonare. Gli adenocarcinomi polmonari tendono a presentare mutazioni nel recettore del fattore di crescita epidermico (EGFR), nell'anaplastic lymphoma kinase (ALK) e nell'oncogene c-ROS 1(ROS-1), aspetti importanti da identificare in quanto sono disponibili terapie mirate per il trattamento. Gli esami PD-L1 IHC vengono anche eseguiti nelle fasi avanzate del cancro polmonare per assistere nella scelta del trattamento con l'immunoterapia. Il College of American Pathologists raccomanda di effettuare i test sopra menzionati su tutti i pazienti con adenocarcinoma polmonare avanzato.[37]
- Una colorazione positiva per CK-7, GATA-3 (GATA-binding protein 3) e gross cystic fluid protein 15 è suggeritiva di un adenocarcinoma del seno.[11]
- Una colorazione positiva per l'antigene specifico della prostata (PSA) è specifica per l'adenocarcinoma prostatico. La proteina nucleare P63 aiuta a differenziare il tessuto prostatico normale dall'adenocarcinoma della prostata.[11]
- Una colorazione positiva per CDX-2 o citocheratina-20 (CK-20) insieme a CK-7 negativa è suggeritiva di un adenocarcinoma del colon-retto.[11]
- Una colorazione positiva per CK-7, PAX 8 e WT-1 è suggeritiva di un adenocarcinoma ovarico.[11]
- Una colorazione positiva per la tiroglobulina e il fattore di trascrizione della tiroide-1 è suggeritiva di un adenocarcinoma della tiroide.[11]

### Esame obiettivo
La presentazione clinica dei pazienti con adenocarcinoma varierà a seconda del sito primario coinvolto dal tumore e dell'estensione ad altri organi. Ottenere una storia familiare dal paziente riveste un ruolo significativo poiché alcune forme di cancro sono ereditarie. I pazienti possono essere asintomatici o presentare sintomi non specifici come perdita di peso non intenzionale e altri sintomi a seconda del coinvolgimento dell'organo con metastasi. I siti più comunemente coinvolti includono ossa, polmoni, fegato e linfonodi, che rappresentano circa il 60 percento dei casi. I tipi più comuni di adenocarcinomi comprendono quelli al seno, al polmone, alla prostata, al colon-retto e al pancreas.
L'adenocarcinoma del seno può manifestarsi con sintomi comuni come l'insorgenza improvvisa di dolore o dopo un trauma, fuoriuscita o inversione del capezzolo, cambiamenti cutanei persistenti, formazione palpabile di un nodulo al seno che potrebbe essere scoperto incidentalmente o durante un esame di routine.
L'adenocarcinoma del polmone può presentarsi con una tosse secca cronica, dispnea, emottisi, perdita di peso o come scoperta incidentale durante l'immagine di routine. L'adenocarcinoma polmonare è associato a manifestazioni extrapulmonari come l'osteoartropatia ipertrofica, che si manifesta come "clubbing", periostite delle ossa lunghe e artrite.
I pazienti con adenocarcinoma della prostata possono presentare difficoltà nella minzione, flusso debole, svuotamento incompleto della vescica, occasionalmente ematuria, dolore cronico alla schiena. All'esame è possibile riscontrare una prostata ingrandita e un esame DRE anormale, sebbene ciò abbia bassa sensibilità e specificità.
L'adenocarcinoma del colon e del retto può manifestarsi come perdita di peso involontaria, affaticamento, debolezza generale, ematochezia, dolore addominale, occlusione intestinale. L'adenocarcinoma del pancreas può manifestarsi come dolore epigastrico cronico, nausea, vomito, ittero, perdita di peso, anoressia, astenia, steatorrea, epatosplenomegalia, tromboflebite.

### Diagnosi
La valutazione iniziale per la diagnosi di adenocarcinoma inizia con un'anamnesi completa e un esame fisico approfondito. I test di laboratorio dovrebbero includere emocromo completo, profilo metabolico completo e analisi delle urine. Gli studi di imaging vengono generalmente eseguiti a seconda del sospetto sul sito primario dell'adenocarcinoma e sulla presenza di malattia metastatica.
La tomografia computerizzata (TC) del torace, dell'addome e del bacino con mezzo di contrasto e, in alcuni casi, la risonanza magnetica (RM) sono solitamente utili nella valutazione del sito primario del cancro. Gli esami di screening specifici per il genere, ad esempio l'esame della prostata e i livelli di PSA in un paziente con sospetto di adenocarcinoma prostatico, e un esame completo del seno e del bacino, compreso un pap test e una mammografia, nelle donne con sospetto di cancro al seno. La tomografia ad emissione di positroni (PET) può essere utile nell'identificare un sito primario nel 40 percento dei casi in uno studio retrospettivo ed è utilizzata anche per una stadiazione appropriata. Tuttavia, l'uso delle PET non è risultato superiore alle TC in uno studio prospettico.
I pazienti con sospetto di tumore gastrointestinale dovrebbero essere valutati con una colonscopia, una gastroscopia con ecografia endoscopica (EUS) e una colangiopancreatografia retrograda endoscopica (ERCP) a seconda del sospetto sull'origine del tumore primario. La colonscopia è anche consigliata per un tumore di origine colonrettale quando una metastasi intra-addominale ha un pattern di colorazione negativo per CK20/CK7 nell'immunochimica. Una volta ottenuta una biopsia, ulteriori esami microscopici, così come la colorazione immunochimica, aiuteranno a diagnosticare accuratamente il tipo di adenocarcinoma.
I biomarcatori come CEA, CA 19-9, CA 125, ecc., non sono sensibili per scopi diagnostici, ma possono essere utilizzati per monitorare la risposta alla terapia e come indicatore dell'attività della malattia al momento della diagnosi. CA 15-3 e CA 27.29 sono comunemente usati nel cancro al seno metastatico per monitorare lo stato della malattia nei pazienti in trattamento.

### Trattamento
Gli adenocarcinomi sono diversi e possono coinvolgere qualsiasi parte del corpo. La gestione e il trattamento dell'adenocarcinoma differiscono a seconda del sito primario della malattia e dello stadio del cancro. Prima di avviare qualsiasi trattamento, è molto importante caratterizzare innanzitutto il sito e il tipo di adenocarcinoma. La cura multidisciplinare è di fondamentale importanza con il coinvolgimento di patologia, radiologia, oncologia chirurgica, oncologia radioterapica e oncologia medica, insieme ad altri professionisti sanitari correlati. Nei primi stadi del cancro, dove è fattibile la resezione chirurgica, l'intervento chirurgico offre la migliore opportunità di sopravvivenza a lungo termine. A seconda della posizione, del tipo, dello stadio e dello stato generale del paziente, vengono proposti diversi tipi di trattamenti.
I trattamenti con intento curativo includono solitamente chirurgia, chemioterapia sistemica neoadiuvante o adiuvante, radioterapia o una combinazione di radioterapia e chemioterapia simultanea, terapia ormonale nel cancro al seno e alla prostata. La gestione prevede anche un attento follow-up di questi pazienti con ripetizione degli esami del sangue, scansioni di sorveglianza e cure a lungo termine per i sintomi e la sopravvivenza. Il trattamento palliativo viene proposto in un contesto incurabile e di solito prevede chemioterapia sistemica, immunoterapia, terapie mirate per prolungare la sopravvivenza del paziente. Vi è un ruolo per la radioterapia palliativa e la chirurgia per il controllo dei sintomi.

### Diagnosi differenziale
La diagnosi differenziale può essere ampia a seconda del sito dell'adenocarcinoma.
- Adenocarcinoma del polmone: mumori polmonari benigni, infezioni, tumore polmonare a piccole cellule, metastasi da un altro cancro primario, tubercolosi.
- Adenocarcinoma del seno: fibroadenoma, ascesso al seno, necrosi grassa traumatica, linfoma del seno, metastasi da un altro cancro primario.
- Adenocarcinoma della prostata: prostatite, ascesso prostatico, iperplasia prostatica benigna, sarcoma della prostata, metastasi da un altro cancro primario.
- Adenocarcinoma del colon e del retto: malattia di Crohn, rettocolite ulcerosa, diverticolosi, linfoma intestinale, cancro metastatico da un altro sito primario, tumore carcinoidi.

### Prognosi
La prognosi dell'adenocarcinoma dipende dal tipo di adenocarcinoma e dallo stadio del cancro al momento della diagnosi. La stadiazione tumorale, dei linfonodi e delle metastasi (TNM) ha di gran lunga il maggiore impatto sulla prognosi. Altri fattori indipendenti che determinano la prognosi sono lo stato di salute generale del paziente, la sede delle metastasi, il carico tumorale, l'idoneità e la tolleranza al trattamento.
Di seguito sono riportati i dati SEER sulla sopravvivenza per diversi siti di adenocarcinoma, dove è evidenziata una significativa differenza di sopravvivenza tra diversi adenocarcinomi a seconda del sito di origine.
- Adenocarcinoma del polmone: Tasso di sopravvivenza a 5 anni: Localizzato: 59%, Regionale: 31,7%, A distanza: 5,8%
- Adenocarcinoma del seno: Tasso di sopravvivenza a 5 anni: Localizzato: 98,9%, Regionale: 85,7%, A distanza: 28,1%
- Adenocarcinoma della prostata: Tasso di sopravvivenza a 5 anni: Localizzato: 100%, Regionale: 100%, A distanza: 30,2%
- Adenocarcinoma di origine colon-retto: Tasso di sopravvivenza a 5 anni: Localizzato: 90,2%, Regionale: 71,8%, A distanza: 14,3%